# ريزدنت إيفل زيرو

قرص اللعبة لنظام وي

ريزدنت إيفل زيرو (باليابانية: バイオハザード0)، وتنطق (0 ، baiohazādo)، هي لعبة الرعب التي طورت ونشرت من القرينة للغيم كيوب واطلقتها في الأسواق في 2002. هي خامس لعبة رئيسية في سلسلة ريزدنت إيفل (الشر المقيم)، وكان آخر إصدارة رئيسية التي تستخدم نظام طريقة اللعب الأصلية قبل أن تم تغييرها في ريزدنت إيفل 4.
جري أحداث اللعبة قبل الجزء الأول، تستضيف شخصية ريبيكا تشيمبرز (Rebecca Chambers) ومحنتها قبل حادثة القصر (التي هي قصة أول جزء رزدنت إيفل).
تم إطلاق اللعبة في 11 تشرين الثاني / نوفمبر 2002 في أمريكا الشمالية والشرق الأوسط، تشرين الثاني / نوفمبر 21، 2002 في اليابان، في 28 شباط / فبراير 2003 في أستراليا واذار / مارس 7، 2003 في أوروبا.

## معلومات أخرى عن اللعبة
- بإمكانك التحكم بشخصيتين في اللعبة، وهما : بيلي وربيكا.
- كان من المخطط إصدار اللعبة على نظام النينتندو 64، ولكنها حظت بكثير من التأجيلات، سببها أن الجهاز يستخدم نظام الحفظ المحدود جداً.

## شخصيات اللعبة
ريبيكا تشارمز
العمر:18 سنة
الطول:5,3 متر
الوزن:42,1 كجم
فئة الدم:AB
ريبيكا ، أصغر أعضاء فريق S-T-A-R-S برافو ، تم قبول ريبيكا في وحدة S-T-A-R-S بسبب خبرتها في الطب والاسعافات الاولية وتعتبر خبرتها في الطب ميزة ثمينة إلى الاعضاء الاخرين ، ولكن خبرتها في الطب لاتنفعها في المعارك ، إذ أنها عديمة النفع في المعارك ، ولكنها جديرة بكونها بطلة من أبطال RESIDENT EVIL.
بيلي كوين
العمر:26 سنة
الطول:5,9 متر
الوزن:163 باون
فئة الدم:A
بيلي ملازم سابق لجنود البحرية ، بيلي كلف بحكم الإعدام ل32 شخصاولكنه رفض ، مماجعل قائد الفريق يضعه في السجن (بتهمة الخيانة) ولكن السيارة التي كانت تقوم بنقله إلى السجن هوجمت ، ويستغل بيلي الفوضى ويهرب إلى القطار حيث يلتقي ريبيكا ويتعاون معها للخروج من كابوس RESIDENT EVIL ZERO.
آلبيرت ويسكر
العمر:38 سنة
الطول:6 متر
الوزن:186 باون
فئة الدم:O
لقد عاد ألينا الرجل البارد ، ويسكر قائد فريق S-T-A-R-S الفا وفي الوقت نفسه عميل لأمبريلا وصديق الدكتور ويليام بيركين ، لقد عاد ويسكر وفي عودته هذه يجب أن يسلط الضوء على كيفية إغرائه لأعضاء S-T-A-R-S في تجربته.
ويليام بيركين
العمر:32 سنة
الطول:5,8 متر
الوزن:66,7 كجم
فئة الدم:O
زميل وصديق آلبيرت ويسكر ، وأحد علماء أمبريلا في أحد مختبرات أمبريلا في مدينة الراكون ، أيضا هو صانع الجي فايروس .
جيمس ماركوس
العمر:70 سنة
الطول:5,9 متر
الوزن:151 باون
فئة الدم:A
أحد علماء أمبريلا ومعلم الدكتور ويليام بيركين ، قام الدكتور جايمس ماركوس بصنع فايروس جديد وأطلق عليه أسم progenitor virus ومعناه (فايروس السلف) ، تم أغتيال الدكتور جايمس ماركوس من قبل أوامر اللورد أوزويل سبينسر ، وأكمل تلميذه الدكتور ويليام بيركين أبحاثه.
تم قتل جايمس ماركوس من قبل أوامر اللورد أوزويل سبينسر ، ولكن فايروس السلف كان يعمل داخل جسم جايمس ماركوس وأعاده إلى الحياة ولكن بشكله الجديد ، ماركوس يبحث عن الانتقام من شركة أمبريلا ، وهو بالإضافة إلى كونه شخصيم من شخصيات RESIDENT EVIL ZERO هو وحش قاتل من وحوش RESIDENT EVIL ZERO.
إدوارد ديوري
العمر:26 سنة
الطول:_
الوزن:112,1 كجم
فئة الدم:A
طيار فريق S-T-A-R-S برافو ، إدوارد جندي مدرب جيدا ، تم إرساله مع بقية الاعضاء للتحري عن الجرائم الغامضة في جبال أركلاي.
إنريكو ماريني
العمر:41 سنة
الطول:6,3 متر
الوزن:183 باون
فئة الدم:O
قائد فريق S-T-A-R-S برافو ومساعد القائد ويسكر ، يشعر أنريكو بالتهديد لفريق S-T-A-R-S الفا ، يفكر بأن كريس أو باري قد ينتهيان باستبداله من قيادة وحدة S-T-A-R-S الفا إلى قيادة وحدة S-T-A-R-S برافو ، وجعل قائد فريق S-T-A-R-S الفا آلبيرت ويسكر ، مع هذا أنريكو عضو جاهز لقيادة الفريق دائما وبدون تردد.
فوريست سبيير
العمر:29 سنة
الطول:6 متر
الوزن:213 باون
فئة الدم:A
بالأضافة إلى واجبه كاختصاصي عربة S-T-A-R-S برافو ، فوريست أيضا قناص ممتاز ومحترف ، وعمله يكسبه احترام كبير من قبل الاعضاء الاخرين.
كينيث جي سوليفان
العمر:23 سنة
الطول:6,2 متر
الوزن:213 باون
فئة الدم:O
أحد أعضاء فريق S-T-A-R-S برافو ، وخبير في الكيمياء ، يتسائل لماذا تجربته الكيميائية ستكون ضرورية في مدينة الراكون ، ولكنه يبعد تردده بسرعة تقدم ويسكر للتسجيل في وحدة S-T-A-R-S.
ريتشارد يكين
العمر:32 سنة
الطول:5,8 متر
الوزن:138 باون
فئة الدم:AB
عضو مهم جدا لفريق S-T-A-R-S ، يعمل كاخبير اتصالات فريق S-T-A-R-S برافو ، في الحقيقة ريتشارد يجب أن يسحب واجب مضاعف كاجندي يعمل مخابر للوحدتان ، ولان فريق S-T-A-R-S الفا ليس له خبير اتصالات جاهز ومستعد دائما مثل ريتشارد.
كيفن
العمر:_
الطول:_
الوزن:_
فئة الدم:_
عضو في فريق S-T-A-R-S برافو ، يساعد في القيادة ، ويموت مبكرا جدا في اللعبة.

## وصلات خارجية
- ريزدنت إيفل زيرو على موقع IMDb (الإنجليزية)

- الموقع الرسمي
- Resident Evil Archives: Resident Evil Zero official website
- ريزدنت إيفل زيرو على موبي غيمز